# Różanna (przystanek kolejowy)
Różanna - dawny kolejowy przystanek osobowy w Różannie, w województwie wielkopolskim, w Polsce.